# İslâm Ansiklopedisi
İslâm Ansiklopedisi (İA) (Enciklopedija islama) je turška akademska enciklopedija za islamske študije.
Njegova najnovejša izdaja v 44 zvezkih, z naslovom Türkiye Diyanet Vakfı İslâm Ansiklopedisi (DTV İA ali DİA) je bila dokončana med letoma 1988 in 2013, leta 2016 pa sta izšla še dva dodatna zvezki.

## De facto standard za osmansko turško transkripcijo
Sistem transkripcije İslama Ansiklopedisi je postal standard v orientalskih študijah za transliteracijo osmansko turških besedil. Za fonetično transkripcijo so postali standard slovarji New Redhouse, Karl Steuerwald in Ferit Develioğlu. Drug sistem transkripcije je sistem Deutsche Morgenländische Gesellschaft (DMG), ki obravnava vse turške jezike, pisane z arabsko pisavo. Med sistemoma za transkripcijo İA in DMG je malo razlik.
| ا‎     | ب‎ | پ‎   | ت‎ | ث‎ | ج‎ | چ‎ | ح‎ | خ‎ | د‎ | ذ‎ | ر‎ | ز‎ | ژ‎ | س‎ | ش‎ | ص‎ | ض‎ | ط‎ | ظ‎ | ع‎ | غ‎ | ف‎ | ق‎ | ك‎          | گ‎ | ڭ‎ | ل‎ | م‎ | ن‎ | و‎ | ه‎ | ى‎ |
| ʾ / ā | b | str | t | s | c | ç | ḥ | ḫ | d | ẕ | r | z | j | s | ş | ṣ | ż | ṭ | ẓ | ʿ | ġ | f | ḳ | k, g, ñ, ğ | g | ñ | l | m | n | v | h | y |

## Zvezki prve izdaje (İA)
- Zv. 1: Ab - Atatürk
- Zv. 2: tAtbara - Büzürgümmîd
- Zv. 3: Cabala - Dvin
- Zv. 4: Eb - Gwalior
- Zv. 5/1: Hâ - Hüzeyl
- Zv. 5/2: Inal - İzzüddevle
- Zv. 6: Kâʾân - Kvatta
- Zv. 7: Labbay - Mesânî
- Zv. 8: Mescid - Mzâb
- Zv. 9: Nabaʾ - Rüzzîk
- Zv. 10: Sâ - Sufrûy
- Zv. 11: Sugd - Tarika
- Zv. 12/1: Tarîkat - Tuğrâ
- Zv. 12. 2.: Tuğ - Türsiz
- Zv. 13: Ubayd Allâh - Züsserâ

## Zvezki druge izdaje (TDVİA)
- Zv. 1: Âb-ı Hayat - El-ahkâmü'ş-şer'i̇yye
- Zv. 2: Ahlâk - Amari̇
- Zv. 3: Amasya - Âşik Mûsi̇ki̇si̇
- Zv. 4: Âşik Ömer - Bâlâ Külli̇yesi̇
- Zv. 5: Balaban - Beşi̇r Ağa
- Zv. 6: Beşi̇r Ağa Cami̇i̇ - Câfer Paşa Tekkesi̇
- Zv. 7: Ca'fer es-Sâdik - Ci̇ltçi̇li̇k
- Zv. 8: Ci̇lve - Dârünnedve
- Zv. 9: Dârüsaâde - Dulkadi̇roğullari
- Zv. 10: Dûmetülcendel - Elbi̇se
- Zv. 11: Elbi̇stan - Eymi̇r
- Zv. 12: Eys - Fikhü'l-Hadîs
- Zv. 13: Fikih - Gelenek
- Zv. 14: Geli̇bolu - Haddesenâ
- Zv. 15: Had - Hanefî Mehmed
- Zv. 16: Hanefî Mezhebi̇ - Hayâ
- Zv. 17: Hayal - Hi̇lâfi̇yat
- Zv. 18: Hi̇lâl - Hüseyi̇n Lâmekânî
- Zv. 19: Hüseyi̇n Mi̇rza - İbn Haldûn
- Zv. 20: İbn Haldûn - İbnü'l-Cezerî
- Zv. 21: İbnü'l-Cezzâr - İhvân-ı Müsli̇mîn
- Zv. 22: İhvân-ı Safâ - İski̇t
- Zv. 23: İslâm - Kaade
- Zv. 24: Kāânî-i Şîrâzî - Kastamonu
- Zv. 25: Kasti̇lya - Ki̇le
- Zv. 26: Ki̇li̇ - Kütahya
- Zv. 27: Kütahya Mevlevîhânesi̇ - Mani̇sa
- Zv. 28: Mani̇sa Mevlevîhânesi̇ - Meks
- Zv. 29: Mekteb - Misir Mevlevîhânesi̇
- Zv. 30: Misra - Muhammedi̇yye
- Zv. 31: zMuhammedi̇yye - Münâzara
- Zv. 32: el-Münci̇d - Nasi̇h
- Zv. 33: Nesi̇h - Osmanlilar
- Zv. 34: Osmanpazari - Resuldar
- Zv. 35: Resûlîler - Sak
- Zv. 36: Sakal - Sevm
- Zv. 37: Sevr Antlaşmasi - Suveylîh
- Zv. 38: Suyolcu - Şeri̇f en-Nîsâbûrî
- Zv. 39: Şeri̇f Paşa - Tanzanya
- Zv. 40: Tanzi̇mat - Teveccüh
- Zv. 41: Tevekkül - Tüsterî
- Zv. 42: Tütün - Vehran
- Zv. 43: Vekâlet - Yûsî
- Zv. 44: Yusuf - Zwemer
- Dodatek 1: Abazalar - Kaftan
- Dodatek 2: Kâfûr, Ebü'l-Misk - Züreyk, Kostantin